# Blues-ette
Blues-ette è un album del quintetto di Curtis Fuller, pubblicato dalla Savoy Records nel 1959. Il disco fu registrato il 21 maggio 1959 al Van Gelder Studio di Hackensack, New Jersey (Stati Uniti). Nel 1994 la Savoy Records pubblicò su CD Blues-ette Part II, registrato il 4-6 gennaio del 1993, con quasi lo stesso quintetto del 1959 con l'eccezione di Jimmy Garrison (deceduto nel 1976) il cui posto al contrabbasso è rilevato da Ray Drummond.

## Tracce
Lato A
1. Five Spot After Dark – 5:18 (Benny Golson)
2. Undecided – 7:09 (Charlie Shavers, Sidney Robin)
3. Blues-ette – 5:31 (Curtis Fuller)

Lato B
1. Minor Vamp – 5:12 (Benny Golson)
2. Love Your Spell Is Everywhere – 7:07 (Edmund Goulding, Elsie Janis)
3. Twelve-Inch – 6:28 (Curtis Fuller)

Album dal titolo Blues-ette Vol.2 pubblicato (su vinile) nel 1992 dalla Savoy Records (COJY-9017)
Registrato il 21 maggio 1959 ad Hackensack, New Jersey (Stati Uniti)
Lato A
1. Five Spot After Dark (Take 2) – 5:20 (Benny Golson)
2. Undecided (Take 3) – 7:09 (Charlie Shavers)
3. Blues-ette (Take 3) – 5:37 (Curtis Fuller)

Lato B
1. Minor Vamp (Take 3) – 5:18 (Benny Golson)
2. Love Your Spell Is Everywhere (Take 3) – 7:15 (Edmund Goulding, Elsie Janis)
3. Twelve-Inch (Take 3) – 5:51 (Curtis Fuller)

Edizione CD del 1994 (Blues-ette Part II), pubblicato dalla Savoy Records
1. Love Your Spell Is Everywhere – 7:09 (Edmund Goulding, Elsie Janis)
2. Sis – 4:25 (Benny Golson)
3. Blue-ette '93 – 4:39 (Curtis Fuller)
4. Is It All a Game? – 5:46 (Benny Golson)
5. Capt' Kid – 4:51 (Curtis Fuller)
6. Five Spot After Dark – 4:56 (Benny Golson)
7. How Am I to Know? – 5:27 (Jack King, Dorothy Parker)
8. Along Came Betty – 6:50 (Benny Golson)
9. Autumn in New York – 4:44 (Vernon Duke)
10. Manhattan Serenade – 6:28 (Harold Adamson, Louis Alter)

## Musicisti
- Curtis Fuller - trombone
- Benny Golson - sassofono tenore
- Tommy Flanagan - pianoforte
- Jimmy Garrison - contrabbasso
- Al Harewood - batteria